# Billy Hawk Creek
Der Billy Hawk Creek ist ein etwa 148 Kilometer langer linker Nebenfluss des Huslia River im Westen des US-Bundesstaats Alaska.

## Flusslauf
Der Billy Hawk Creek entspringt in den Purcell Mountains an der kontinentalen Wasserscheide. Das Quellgebiet liegt an der Südostflanke des 1155 m hohen Mount Purcell auf einer Höhe von etwa 700 m. Der Billy Hawk Creek fließt anfangs in südsüdöstlicher Richtung aus dem Gebirge. Er wendet sich später nach Südosten und durchfließt im Anschluss eine Tiefebene entlang der Südflanke der Purcell Mountains in südöstlicher Richtung. Der Billy Hawk Creek bildet im Mittel- und Unterlauf viele enge Flussschlingen aus. Er mündet schließlich auf einer Höhe von 54 m in den Huslia River. Der Unterlauf des Billy Hawk Creek liegt innerhalb des Schutzgebietes Koyukuk National Wildlife Refuge.

## Einzugsgebiet
Das Einzugsgebiet des Billy Hawk Creek beträgt etwa 1476 km². Es umfasst einen Großteil der Purcell Mountains, die der Billy Hawk Creek nach Süden hin entwässert. Es grenzt im Süden an das des oberstrom gelegenen Huslia River, im Westen an das des North Fork Huslia River, im Norden an das des Selawik River sowie im Osten an das des Dakli River.

## Name
Den lokalen Flussnamen erhielt der U.S. Geological Survey (USGS) 1954/55 bei Huslia. Auf alten USGS-Karten vor 1963 wurde der Billy Hawk Creek noch als „North Fork Huslia River“ dargestellt.

## Flussfauna
Bei Studien Ende Juli und im August 1993 wurde die Fischpopulation am Unterlauf des Billy Hawk Creek an 6 Stellen untersucht. Dabei wurden Hecht, Ketalachs, Große Bodenrenke (Coregonus nasus, "broad whitefish") und Cottus cognatus (slimy sculpin) nachgewiesen.